# Balón de Oro 2019
El Balón de Oro 2019 fue la sexagésimo cuarta edición del galardón entregado oficialmente a Lionel Messi por la revista francesa France Football al mejor futbolista del año 2019. La ceremonia de entrega del premio tuvo lugar el lunes 2 de diciembre de 2019. Lionel Messi ganó el premio por sexta vez en su carrera, convirtiéndose así en el jugador más laureado al ganarlo en 2009, 2010, 2011, 2012, 2015, 2019, 2021 y  2023.
El 21 de octubre, France Football publicó la lista de los 30 jugadores que optaban a ganar el Balón de Oro.

## Balón de Oro
A continuación se listan los votos recibidos por los treinta finalistas.
| Pos. | Jugador                   | Club (es)                             | Puntos | %       |
| ---- | ------------------------- | ------------------------------------- | ------ | ------- |
| 1    | Lionel Messi              | F. C. Barcelona                       | 686    | 24,36 % |
| 2    | Virgil van Dijk           | Liverpool F. C.                       | 679    | 24,11 % |
| 3    | Cristiano Ronaldo         | Juventus F. C.                        | 476    | 16,90 % |
| 4    | Sadio Mané                | Liverpool F. C.                       | 347    | 12,32 % |
| 5    | Mohamed Salah             | Liverpool F. C.                       | 178    | 6,32 %  |
| 6    | Kylian Mbappé             | París Saint-Germain F. C.             | 89     | 3,16 %  |
| 7    | Alisson                   | Liverpool F. C.                       | 67     | 2,38 %  |
| 8    | Robert Lewandowski        | F. C. Bayern Múnich                   | 44     | 1,56 %  |
| 9    | Bernardo Silva            | Manchester City F. C.                 | 41     | 1,46 %  |
| 10   | Riyad Mahrez              | Manchester City F. C.                 | 33     | 1,17 %  |
| 11   | Frenkie de Jong           | A. F. C. Ajax F. C. Barcelona         | 31     | 1,10 %  |
| 12   | Raheem Sterling           | Manchester City F. C.                 | 30     | 1,07 %  |
| 13   | Eden Hazard               | Chelsea F. C. Real Madrid C. F.       | 25     | 0,89 %  |
| 14   | Kevin De Bruyne           | Manchester City F. C.                 | 14     | 0,50 %  |
| 15   | Matthijs de Ligt          | A. F. C. Ajax Juventus F. C.          | 13     | 0,46 %  |
| 16   | Sergio Agüero             | Manchester City F. C.                 | 12     | 0,43 %  |
| 17   | Roberto Firmino           | Liverpool F. C.                       | 11     | 0,39 %  |
| 18   | Antoine Griezmann         | C. Atlético de Madrid F. C. Barcelona | 9      | 0,32 %  |
| 19   | Trent Alexander-Arnold    | Liverpool F. C.                       | 8      | 0,28 %  |
| 20   | Dušan Tadić               | A. F. C. Ajax                         | 5      | 0,18 %  |
| 20   | Pierre-Emerick Aubameyang | Arsenal F. C.                         | 5      | 0,18 %  |
| 22   | Son Heung-min             | Tottenham Hotspur F. C.               | 4      | 0,14 %  |
| 23   | Hugo Lloris               | Tottenham Hotspur F. C.               | 3      | 0,11 %  |
| 24   | Marc-André Ter Stegen     | F. C. Barcelona                       | 2      | 0,07 %  |
| 24   | Kalidou Koulibaly         | S. S. C. Napoli                       | 2      | 0,07 %  |
| 26   | Georginio Wijnaldum       | Liverpool F. C.                       | 1      | 0,04 %  |
| 26   | Karim Benzema             | Real Madrid C. F.                     | 1      | 0,04 %  |
| 28   | Donny van de Beek         | A. F. C. Ajax                         | 0      | 0 %     |
| 28   | Marquinhos                | París Saint-Germain F. C.             | 0      | 0 %     |
| 28   | João Félix                | S. L. Benfica C. Atlético de Madrid   | 0      | 0 %     |

## Balón de Oro Femenino
Megan Rapinoe ganó el Balón de Oro Femenino 2019 contra las competidoras mencionadas a continuación:
| Pos. | Jugadora            | Club (es)                          | Puntos | % Votos |
| ---- | ------------------- | ---------------------------------- | ------ | ------- |
| 1    | Megan Rapinoe       | Reign F.C.                         | 230    |         |
| 2    | Lucy Bronze         | Olympique de Lyon                  | 94     |         |
| 3    | Alex Morgan         | Orlando Pride                      | 68     |         |
| 4    | Ada Hegerberg       | Olympique de Lyon                  | 67     |         |
| 5    | Vivianne Miedema    | Arsenal F.C.                       | 38     |         |
| 6    | Wendie Renard       | Olympique de Lyon                  | 32     |         |
| 7    | Sam Kerr            | Chicago Red Stars Perth Glory F.C. | 27     |         |
| 8    | Rose Lavelle        | Washington Spirit                  | 19     |         |
| 9    | Ellen White         | Manchester City F.C.               | 18     |         |
| 10   | Dzsenifer Marozsán  | Olympique de Lyon                  | 16     |         |
| 11   | Amandine Henry      | Olympique de Lyon                  | 13     |         |
| 12   | Sari van Veenendaal | Atlético Madrid                    | 13     |         |
| 13   | Tobin Heath         | Portland Thorns F.C.               | 11     |         |
| 14   | Pernille Harder     | VfL Worlfsburg                     | 10     |         |
| 14   | Lieke Martens       | F.C. Barcelona                     | 10     |         |
| 16   | Kosovare Asllani    | C.D.Tacón                          | 6      |         |
| 16   | Nilla Fischer       | Linköpings F.C.                    | 6      |         |
| 16   | Marta               | Orlando Pride                      | 6      |         |
| 19   | Sofia Jakobsson     | C.D. Tacón                         | 4      |         |
| 20   | Sarah Bouhaddi      | Olympique de Lyon                  | 0      |         |

## Trofeo Kopa
Matthijs de Ligt ganó el Trofeo Kopa 2019 por el mejor jugador del mundo menor de 21 años.
| Pos. | Jugador          | Club (es)                     | Puntos | % Votos |
| ---- | ---------------- | ----------------------------- | ------ | ------- |
| 1    | Matthijs de Ligt | Ajax de Ámsterdam             | 58     |         |
| 2    | Jadon Sancho     | Borussia Dortmund             | 49     |         |
| 3    | João Félix       | S. L. Benfica Atlético Madrid | 41     |         |
| 4    | Vinícius Júnior  | Real Madrid C. F.             | 17     |         |
| 5    | Andriy Lunin     | C. D. Leganés Real Valladolid | 9      |         |
| 6    | Mattéo Guendouzi | Arsenal F.C.                  | 5      |         |
| 6    | Kai Havertz      | Bayer Leverkusen              | 5      |         |
| 8    | Moise Kean       | Juventus F.C. Everton F.C.    | 3      |         |
| 9    | Samuel Chukwueze | Villarreal C. F.              | 1      |         |
| 9    | Lee Kang-in      | Valencia C. F.                | 1      |         |

## Trofeo Yashin
Alisson Becker ganó el Trofeo Yashin inaugural como el mejor portero del mundo en 2019.
| Pos. | Jugador               | Club (es)              | Puntos | % Votos |
| ---- | --------------------- | ---------------------- | ------ | ------- |
| 1    | Alisson               | Liverpool F.C.         | 795    |         |
| 2    | Marc-André ter Stegen | F.C. Barcelona         | 284    |         |
| 3    | Ederson               | Manchester City F.C.   | 142    |         |
| 4    | Jan Oblak             | Atlético Madrid        | 131    |         |
| 5    | Hugo Lloris           | Tottenham Hotspur F.C. | 80     |         |
| 6    | Manuel Neuer          | F.C. Bayern Múnich     | 52     |         |
| 7    | André Onana           | A.F.C. Ajax            | 41     |         |
| 8    | Kepa Arrizabalaga     | Chelsea F.C.           | 29     |         |
| 9    | Wojciech Szczęsny     | Juventus F.C.          | 24     |         |
| 10   | Samir Handanović      | F.C. Internazionale    | 6      |         |